# Jana Kratochvílová
Jana Kratochvílová (ur. 14 stycznia 1953 w Gottwaldovie) – czeska piosenkarka, kompozytorka i autorka tekstów.

## Życiorys
Karierę muzyczną rozpoczęła występując w formacjach muzycznych takich jak Expanze czy Jazz & Martina Kratochvilova. W 1979 roku założyła własny zespół o nazwie Motor.
W 1981 roku związała się z formacją Hevel, a w 1983 roku wraz z tym zespołem zdobyła nagrodę na festiwalu w Irlandii. Następnie zdecydowała się na emigrację do Anglii. W 1984 roku dołączył do niej jej przyjaciel – perkusista Jiří Hrubeš. Podpisali w Anglii umowę z firmą POLYDOR LP Bohemian.

## Dyskografia
- LP Jana Kratochvílová (Supraphon 1980)
- LP Listen and Follow  (Artia 1981)
- CD Jana Pope – Bohemian (Polydor 1986, KMa s.r.o. 2007)
- MC Z. Goddess – Joy of Transformation (Pragma/United Culture 1991)
- MC Z. Goddess – Radiant Tones (Pragma/United Kulture Records 1991)
- CD Z. Goddess – Immortality (Popron/United Kulture Records 1992)
- CD Z.Goddess – Power Inside You (United Kulture Records 1993)
- CD Z.Goddess – Goddess of Desire (United Kulture Records 1994)
- 2CD Jana Pope & Heval Live (Popron 1994)
- CD Illuminati – Anarchists Unite (Monitor records 1994)
- CD Demonterialize (1996)
- CD V stínu kapradiny (Bonton (1997)
- CD S láskou (Bonton (1998)
- CD Law of Illuminati (2002)
- CD Uriel (EMI 2004)
- CD Best of Jana Kratochvílová – Song! Song! (Supraphon 2006)
- CD Magica (2007)
- 2CD No a co! (To nejlepší & bonusy 1977–2011) (2011)
- CD Imunika Systemica (2014)
- CD Sound Eye Mission (2014)
- CD Matrix Exposed (2014)
- CD Ritualica (2014)
- CD Spiritica Angelica (2015)
- CD Vánoční Illuminace (2015)
- CD New Bohemian (2016)
- CD Mantrum Illuminum (2017)
- CD 3 R (2017)
- CD Ruby Rose Mayhem (2017)